# Ordubad (quận)
Ordubad (tiếng Azerbaijan:Ordubad) là một quận thuộc Azerbaijan. Dân số thời điểm năm 2012 là 40596 người.